# Narrenbrunnenpreis

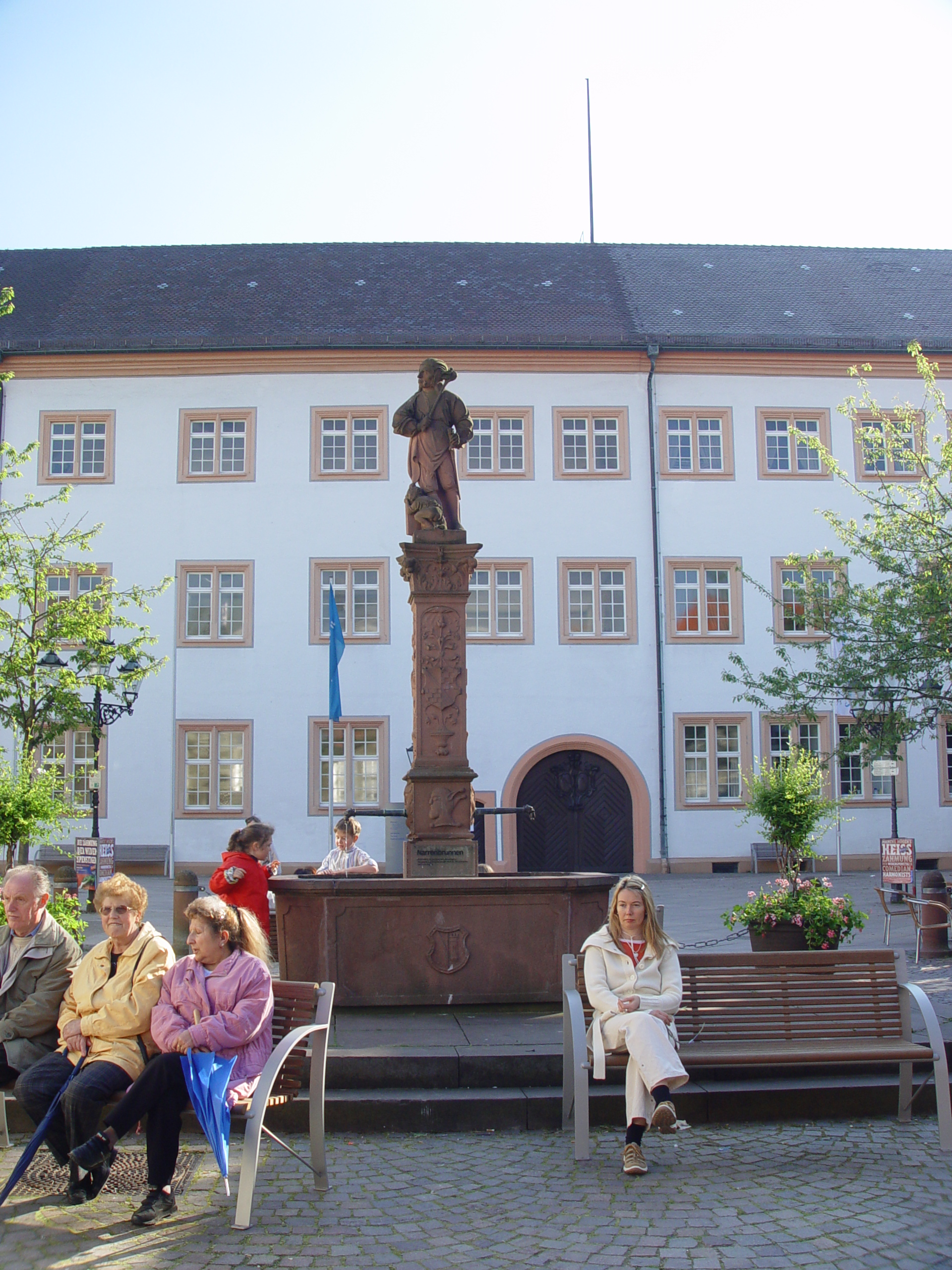
Der Narrenbrunnen in Ettlingen, die Brunnenfigur stellt Hofnarren des Markgraf Ernst dar

Der Narrenbrunnenpreis ist eine jährlich verliehene Auszeichnung der Narrengilde Ettlingen der Stadt Ettlingen, Baden-Württemberg. Der Preis wurde zum Anlass der Einweihung des originalgetreu nachgebildeten Narrenbrunnens am 9. November 1963 gestiftet. Der Preis ist für „Karnevalisten oder Vereinigungen, die sich besondere Verdienste um die Fastnacht und das fastnachtliche Brauchtum erworben haben“. Die Verleihung erfolgt im Asamsaal des Schlosses Ettlingen. Die Laudatio wird jeweils durch bekannte Persönlichkeiten wie Max Güde (1963), Horst Ehmke (1966), Helmut Kohl (1974), Manfred Rommel (1979) und Rainer Brüderle (2005) gesprochen.
Der Preis wird in Karnevalskreisen mit den höchsten Filmpreisen Oscar und Bambi verglichen und als „hoch angesehen“ und „renommiert“ bezeichnet.
Zum 20-jährigen Jubiläum wurde 1982 der Narrenbrunnenpreis mit einem Briefmarkenstempel des Sonderpostamts der Stadt Ettlingen geehrt.

## Preisträger

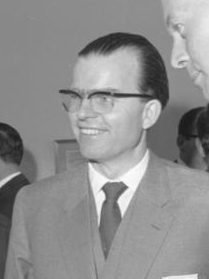
Karl-Günther von Hase, Preisträger 1977

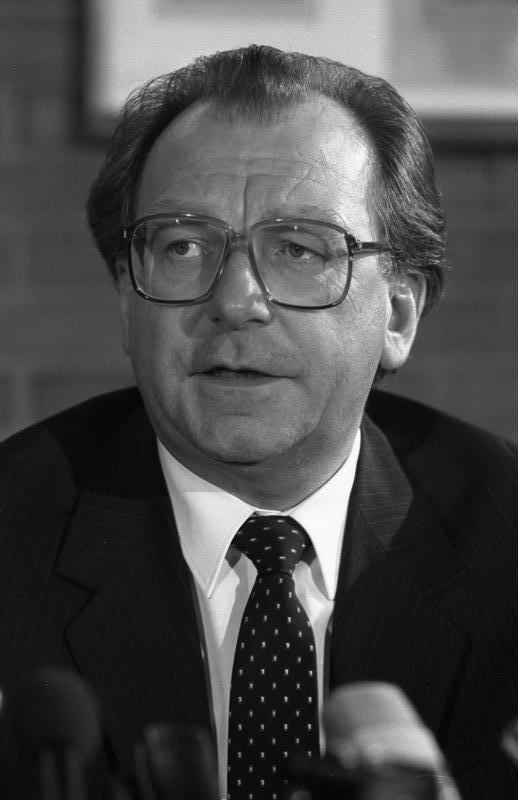
Lothar Späth, Preisträger 1995

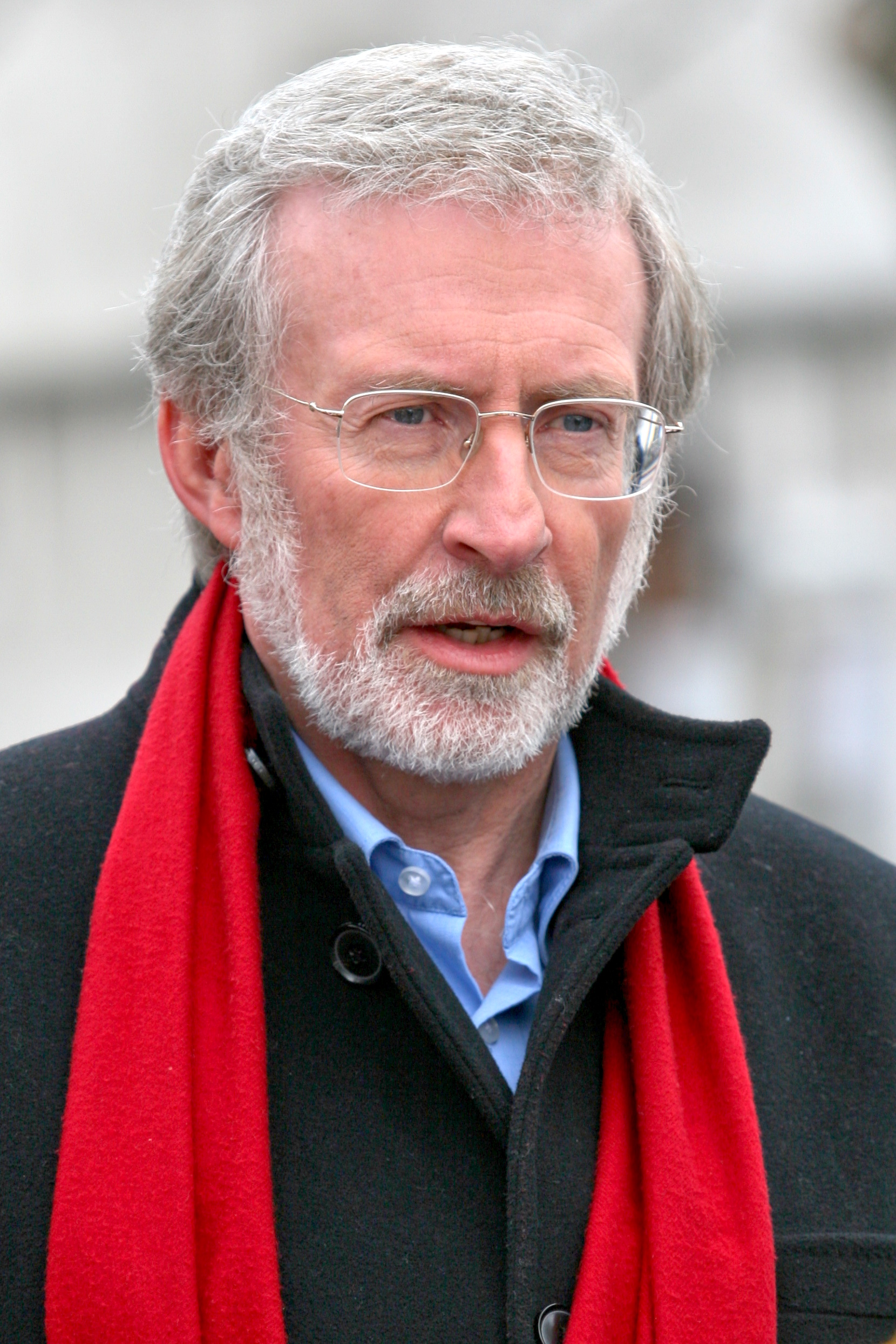
Werner Mezger, Preisträger 2002

- 1963: Willi Scheu, Bajazz mit der Laterne
- 1964: Mainzer Hofsänger
- 1965: Ernst Neger / Toni Hämmerle
- 1966: Thomas Liessem, Köln, Ehrenpräsident des Bund Deutscher Karneval
- 1967: Jaques Königstein, Aachen, Verleiher des Orden wider den tierischen Ernst
- 1968: Weinheimer Blütensänger
- 1969: Michael Guiera, Präsident der Wiener Faschingsgesellschaft
- 1970: Gonsbach Lerchen
- 1971: Adolf Gottron, Mainz, Vizepräsident und Chef des Protokolls des Mainzer Carneval Club
- 1972: Helmut Fastnacht, Fastnachtskomödiant aus Konstanz
- 1973: Fastnachtskomitee Kölner Karneval e.V.
- 1974: Rolf Braun
- 1975: Villacher Faschingsgilde
- 1976: Hans-Joachim Schumacher, Kitzingen
- 1977: Karl-Günther von Hase
- 1978: Feurio Mannheim
- 1979: Kreiselspatzen Mainz-Kastell
- 1980: Hans Stercken
- 1981: Armin Halle
- 1982: Jockel Fuchs
- 1983: Aachener Karnevalsverein, Helmut A. Crous, Elferrat
- 1984: Hohe Grobgünstige Narrengericht zu Stockach
- 1985: Die singenden Kellermeister aus Mainz-Kastell
- 1986: Möbelwagen e.V. seit 1897 Stuttgart, Präsident Werner Schick
- 1987: Trierer Karnevalsgesellschaft Heuschreck von 1848 e.V., Präsident Helmut Schröer
- 1988: Elsbeth Janda
- 1989: Margit Sponheimer, Mainz
- 1990: Fasenachtsgesellschaft Narhalla e.V. Buchen
- 1991: Willy Eichel, Präsident der Paohlbürger, e.V. Münster
- 1992: Bernd Mühl, Mainz, Präsident des Mainzer Carneval Club 1988 e.V.
- 1993: Karnevalsgesellschaft Windshemia e.V. Bad Windsheim
- 1994: Dr. Dirk von Pezold, Vizepräsident des Aachener Karnevalsvereins, gegr. 1859 e.V.
- 1995: Lothar Späth[8]
- 1996: Dr. Werner Pfützer, Mannheim
- 1997: Norbert Roth, CCW Weisenau
- 1998: Alfred Heizmann, Konstanzer Narrengesellschaft Niederburg
- 1999: Gebrüder Narr aus Karlstadt
- 2000: Hubert Ludwig, alias „Kleiner Mann“, Trier
- 2001: Heinz Meller, Mombacher „Bohnebeitel“
- 2002: Werner Mezger
- 2003: K.G. Husaren Schwarz-Weiß Siegburg
- 2004: Kölner Funken Artillerie „Blaue Funken“
- 2005: Jürgen Dietz (Mainzer Carneval Verein)
- 2006: Wulf Wager, Erznarr und Musiker, Altenried
- 2007: Friedrich Hofmann, der Till des Mainzer Carneval Club
- 2008: Peter Kuhn von der „Schwarzen Elf“ Schweinfurt
- 2009: ÖCC-Tellplatzlerchen aus Ötigheim[9]
- 2010: Volker Wagner, Präsident Bund Deutscher Karneval
- 2011: Manfred Tisal[10]
- 2012: keine Verleihung
- 2013: Vereinigung Badisch-Pfälzischer Karnevalvereine
- 2014: Sonja Faber-Schrecklein, Journalistin und Moderatorin
- 2015: Bernhard Schlereth, Präsident Fastnacht-Verband Franken („Fastnacht in Franken“)
- 2016: Helmut Schlösser, Büttenredner der Mombacher „Bohnebeitel“
- 2017: Günter Stock, Würzburger Nachtwächter und „Weinbäuerle“ der fränkischen Fastnacht
- 2018: Andreas Schmitt, Sitzungspräsident und „Obermessdiener“ aus „Mainz bleibt Mainz, wie es singt und lacht“
- 2019: Andreas Frank
- 2022: Matthias Walz
- 2024: Jürgen Wiesmann, als „Ernst Lustig“ beim Mainzer Carneval Club (MCC)[11]